# Luigi di Anhalt-Köthen
Luigi di Anhalt-Köthen (Köthen, 25 settembre 1778 – Köthen, 16 settembre 1802) principe della casata di Anhalt-Köthen della dinastia degli Ascanidi.

## Biografia
Luigi era il figlio più giovane di Carlo Giorgio Lebrecht di Anhalt-Köthen e di sua moglie, Luisa Carlotta di Schleswig-Holstein-Sonderburg-Glücksburg.
Dal 1798 entrò nell'esercito del re di Danimarca come maggiore e qui ricevette la propria formazione militare. Nel 1801 decise di dimettersi dal servizio verso questa nazione per entrare nell'esercito prussiano.
Alla morte senza eredi del fratello Carlo Guglielmo nel 1793 egli sembrò il candidato ideale a succedere al trono paterno, quando morì improvvisamente e dovette succedergli in tale posizione il figlio Luigi Augusto di Anhalt-Köthen che ereditò poi il trono di famiglia.

## Matrimonio ed eredi
Il 20 settembre 1800 Luigi sposò Luisa d'Assia (15 gennaio 1779 – 18 aprile 1811), figlia del duca Luigi I d'Assia. La coppia ebbe due figli:
- Augusto Federico Guglielmo (7 luglio - 29 ottobre 1801)
- Luigi Augusto Carlo Guglielmo Emilio (20 settembre 1802 - 18 dicembre 1818)

## Ascendenza
|                                                               |                                                                 |                                                             | Genitori                                     |  |  | Nonni |  |  | Bisnonni                                    |  |  | Trisnonni                          |  |
|                                                               |                                                                 |                                                             |                                              |  |  |       |  |  | Emanuel Lebrecht, principe di Anhalt-Köthen |  |  | Emanuel, principe di Anhalt-Köthen |  |
|                                                               |                                                                 |                                                             |                                              |  |  |       |  |  | Emanuel Lebrecht, principe di Anhalt-Köthen |  |  | Emanuel, principe di Anhalt-Köthen |  |
|                                                               |                                                                 | Anna Eleonore zu Stolberg-Wernigerode                       |                                              |  |  |       |  |  | Emanuel Lebrecht, principe di Anhalt-Köthen |  |  |                                    |  |
| August Ludwig, principe di Anhalt-Köthen                      |                                                                 |                                                             |                                              |  |  |       |  |  | Emanuel Lebrecht, principe di Anhalt-Köthen |  |  |                                    |  |
|                                                               |                                                                 | Gisela Agnes von Rath                                       | Balthasar Wilhelm von Rath                   |  |  |       |  |  |                                             |  |  |                                    |  |
|                                                               |                                                                 | Gisela Agnes von Rath                                       | Balthasar Wilhelm von Rath                   |  |  |       |  |  |                                             |  |  |                                    |  |
|                                                               |                                                                 | Gisela Agnes von Rath                                       | Magdalene Dorothee von Wuthenau              |  |  |       |  |  |                                             |  |  |                                    |  |
| Karl Georg Lebrecht, principe di Anhalt-Köthen                |                                                                 | Gisela Agnes von Rath                                       |                                              |  |  |       |  |  |                                             |  |  |                                    |  |
|                                                               |                                                                 | Erdmann II, principe di Promnitz-Pless                      | Balthasar Erdmann, conte di Promnitz-Pless   |  |  |       |  |  |                                             |  |  |                                    |  |
|                                                               |                                                                 | Erdmann II, principe di Promnitz-Pless                      | Balthasar Erdmann, conte di Promnitz-Pless   |  |  |       |  |  |                                             |  |  |                                    |  |
|                                                               |                                                                 | Erdmann II, principe di Promnitz-Pless                      | Emilie Agnes Reuß zu Schleiz                 |  |  |       |  |  |                                             |  |  |                                    |  |
| Emilie von Promnitz-Pless                                     |                                                                 | Erdmann II, principe di Promnitz-Pless                      |                                              |  |  |       |  |  |                                             |  |  |                                    |  |
|                                                               |                                                                 | Anna Marie von Sachsen-Weissenfels                          | Johann Adolf I, duca di Sassonia-Weissenfels |  |  |       |  |  |                                             |  |  |                                    |  |
|                                                               |                                                                 | Anna Marie von Sachsen-Weissenfels                          | Johann Adolf I, duca di Sassonia-Weissenfels |  |  |       |  |  |                                             |  |  |                                    |  |
|                                                               |                                                                 | Anna Marie von Sachsen-Weissenfels                          | Johanna Magdalena von Sachsen-Altenburg      |  |  |       |  |  |                                             |  |  |                                    |  |
| Ludwig, duca di Anhalt-Köthen                                 |                                                                 | Anna Marie von Sachsen-Weissenfels                          |                                              |  |  |       |  |  |                                             |  |  |                                    |  |
|                                                               | Philipp Ernst, duca di Schleswig-Holstein-Sonderburg-Glücksburg | Christian, duca di Schleswig-Holstein-Sonderburg-Glücksburg |                                              |  |  |       |  |  |                                             |  |  |                                    |  |
|                                                               | Philipp Ernst, duca di Schleswig-Holstein-Sonderburg-Glücksburg | Christian, duca di Schleswig-Holstein-Sonderburg-Glücksburg |                                              |  |  |       |  |  |                                             |  |  |                                    |  |
|                                                               | Philipp Ernst, duca di Schleswig-Holstein-Sonderburg-Glücksburg | Agnes Hedwig von Schleswig-Holstein-Sonderburg-Plön         |                                              |  |  |       |  |  |                                             |  |  |                                    |  |
| Friedrich, duca di Schleswig-Holstein-Sonderburg-Glücksburg   | Philipp Ernst, duca di Schleswig-Holstein-Sonderburg-Glücksburg |                                                             |                                              |  |  |       |  |  |                                             |  |  |                                    |  |
|                                                               |                                                                 | Christine von Sachsen-Eisenberg                             | Christian, duca di Sassonia-Eisenberg        |  |  |       |  |  |                                             |  |  |                                    |  |
|                                                               |                                                                 | Christine von Sachsen-Eisenberg                             | Christian, duca di Sassonia-Eisenberg        |  |  |       |  |  |                                             |  |  |                                    |  |
|                                                               |                                                                 | Christine von Sachsen-Eisenberg                             | Christiane von Sachsen-Merseburg             |  |  |       |  |  |                                             |  |  |                                    |  |
| Louise Charlotte von Schleswig-Holstein-Sonderburg-Glücksburg |                                                                 | Christine von Sachsen-Eisenberg                             |                                              |  |  |       |  |  |                                             |  |  |                                    |  |
|                                                               |                                                                 | Simon Henrich Adolph, conte di Lippe-Detmold                | Friedrich Adolf, conte di Lippe-Detmold      |  |  |       |  |  |                                             |  |  |                                    |  |
|                                                               |                                                                 | Simon Henrich Adolph, conte di Lippe-Detmold                | Friedrich Adolf, conte di Lippe-Detmold      |  |  |       |  |  |                                             |  |  |                                    |  |
|                                                               |                                                                 | Simon Henrich Adolph, conte di Lippe-Detmold                | Joanna Elisabeth von Nassau-Schaumburg       |  |  |       |  |  |                                             |  |  |                                    |  |
| Henriette Auguste zur Lippe-Detmold                           |                                                                 | Simon Henrich Adolph, conte di Lippe-Detmold                |                                              |  |  |       |  |  |                                             |  |  |                                    |  |
|                                                               |                                                                 | Johannette Wilhelmine von Nassau-Idstein                    | Georg August, conte di Nassau-Idstein        |  |  |       |  |  |                                             |  |  |                                    |  |
|                                                               |                                                                 | Johannette Wilhelmine von Nassau-Idstein                    | Georg August, conte di Nassau-Idstein        |  |  |       |  |  |                                             |  |  |                                    |  |
|                                                               |                                                                 | Johannette Wilhelmine von Nassau-Idstein                    | Henriette Dorothea von Oettingen-Oettingen   |  |  |       |  |  |                                             |  |  |                                    |  |
|                                                               |                                                                 | Johannette Wilhelmine von Nassau-Idstein                    |                                              |  |  |       |  |  |                                             |  |  |                                    |  |